# Радужные коды
«Радужные» коды — серия кодовых названий различных британских военных научных проектов начиная со Второй мировой войны до 1958 года, когда они были заменены более привычной цифро-буквенной системой.
Британское министерство снабжения впервые придумало эту систему по образцу немецких секретных проектов, названия которых отражали одно из свойств разработки; например, радионавигационное устройство Вотан (Wotan) использовало один луч (верховный бог Вотан был одноглазым).
Каждый код состоял из названия цвета и существительного.
С передачей соответствующих функций министерству обороны эта система записи была упразднена. Новая система состояла из случайного набора двух букв и трёх цифр, например BL755 или WE177.

## Список проектов

### Красный
- Red Beard[англ.] — ядерное оружие
- Red Dean — большая ракета «воздух-воздух»
- Red Drover — бортовая самолётная РЛС, см. Avro 730
- Red Duster[en] — см. Bristol Bloodhound
- Red Hawk — большая ракета, доработанная под Blue Sky
- Red Hebe — ракета «воздух-воздух», замена для Red Dean
- Red Light — помехопостановщик X-диапазона для V-бомбардировщиков (также обозначалась как ARI 18146)
- Red Neck — бортовая самолётная РЛС бокового обзора
- Red Rapier[en], Blue Rapier — ракеты, см. UB.109T
- Red Queen — скорострельная зенитная 42-мм револьверная пушка [1]
- Red Sea — целеуказатель зенитной пушки [2]
- Red Shoes — см. English Electric Thunderbird
- Red Shrimp[en] — высокочастотный бортовой самолётный помехопостановщик ARI 18076
- Red Snow[англ.] — ядерная боеголовка
- Red Steer — бортовая самолётная РЛС обзора ЗПС EKCO ARI 5919/ARI 5952
- Red Top — ракета «воздух-воздух»

### Оранжевый
- Orange Crop — система электронной поддержки ESM Racal[англ.] MIR 2 для вертолётов Королевских ВМС Lynx
- Orange Harvest — система радиопредупреждения S- и X-диапазона для Avro Shackleton
- Orange Herald — ядерное оружие
- Orange Nell — SAGW — ракета «поверхность-воздух»
- Orange Putter — РЛС предупреждения в ЗПС для самолётов Canberra и Valiant
- Orange William — см. Swingfire
- Orange Yeoman — РЛС предупреждения и наведения для Bristol Bloodhound SAGW (также известна как AMES Type 82)

### Жёлтый
- Yellow Anvil — ядерная артиллерийская боеголовка
- Yellow Gate — Loral ESM для Boeing E-3D Sentry и Hawker Siddeley Nimrod MR.2
- Yellow River — мобильный тактический радар для Bristol Bloodhound — также известен как AMES Type 83
- Yellow Sun — ядерное оружие
- Yellow Temple — разработка ядерной ЗУР «поверхность-воздух» для Red Shoes

### Зелёный
- Green Bamboo — ядерное оружие
- Green Cheese — ядерная противокорабельная ракета
- Green Flax — ЗУР (SAGW), см. Yellow Temple
- Green Garland — инфракрасный дистанционный бесконтактный взрыватель для Red Top
- Green Garlic — радар дальнего обнаружения (РЛС раннего оповещения), также известна как AMES Type 80
- Green Ginger — радар обзора — объединение AMES Type 88 и AMES Type 89
- Green Goddess — Пожарная помпа (возможно, неофициальное название) для сил гражданской обороны
- Green Granite — ядерное оружие
- Green Janet — см. Blue Bishop
- Green Light — ракета «поверхность-воздух» (SAGW) — см. Short Sea Cat
- Green Lizard — крылатая ракета «поверхность-воздух» с крыльями изменяемой геометрии с системой контейнерного пуска
- Green Mace — 5-идюймовая скорострельная зенитная пушка [3]
- Green Palm — бортовой самолётный помехопостановщик речевого канала
- Green Satin — бортовой самолётный доплеровский навигационный радар
- Green Sparkler — усовершенствованная ракета «поверхность-воздух» для программы Stage 2
- Green Water — беспилотный перехватчик — ракета «поверхность-воздух» (SAGW)
- Green Willow — EKCO AI Mk. 20 система управления вооружением и радаром — резервная система к бортовому радару перехвата AI Mk. 23 для истребителя English Electric P.1

### Синий
- Blue Anchor — РЛС непрерывного подсвета X-диапазона для Bristol Bloodhound
- Blue Badger — см. Violet Mist
- Blue Bishop — переносной ядерный генератор (реактор) 2.5 МВт (ранее назывался Green Janet)
- Blue Boar — бомба с теленаведением [4][5]
- Blue Boy — речевой шифровщик VHF-диапазона
- Blue Bunny — см. Blue Peacock
- Blue Cat — ядерная боеголовка (другое название — Tony) — британская версия американского W44 (она же Tsetse)
- Blue Cedar — зенитная РЛС X-диапазона
- Blue Circle — название бетонного балласта для Buccaneer (связанный с Blue Parrot) — позже использовалось и для балласта Tornado F.2 — производство Blue Circle Industries
- Blue Danube («Голубой Дунай») — первый серийный британский ядерный боеприпас.
- Blue Devil — оптический бомбовый прицел
- Blue Dolphin (он же Blue Jay Mk V) — см. Hawker Siddeley Red Top
- Blue Diver — бортовое самолётное низкочастотное средство РЭБ ARI 18075
- Blue Envoy — зенитная ракета для OR.1140
- Blue Fox — см. Indigo Hammer — не путать с более поздним радаром Blue Fox
- Blue Jay — см. de Havilland Firestreak
- Blue Joker — аэростатная РЛС раннего предупреждения (также известна как AMES Type 87
- Blue Moon — см. ракета Blue Streak
- Blue Parrot — автоматическая «контурная» РЛС слежения ARI 5930 I-диапазона для Buccaneer (также известна как AIRPASS II — Airborne Interception Radar & Pilot’s Attack Sight System)
- Blue Peacock — подземная пехотная ядерная мина
- Blue Rapier, Red Rapier — ракеты — см. UB.109T
- Blue Rosette — ядерный заряд для Avro 730
- Blue Saga — приёмник бортовой самолётной РЛС предупреждения ARI 18105
- Blue Sapphire — астронавигационная система
- Blue Sky — см. Fairey Fireflash
- Blue Silk — бортовой самолётный доплеровский навигационный радар (с более низким, чем у Green Satin, диапазоном скоростей)
- Blue Slug — ядерная противокорабельный заряд для корабельных ракет типа Sea Slug
- Blue Star — см. Black Prince
- Blue Steel — управляемый реактивный снаряд дальнего действия
- Blue Stone — Unit 386D ENI (электронный нейтронный инициатор) — составе ядерного оружия
- Blue Streak — баллистическая ракета средней дальности
- Blue Vesta — ракета «воздух-воздух»
- Blue Water — ракета «поверхность-поверхность»
- Blue Yeoman — радар раннего предупреждения (он же AMES Type 85)

### Фиолетовый
- Violet Banner («Фиолетовое знамя») — инфракрасная ГСН для ракеты Red Top
- Violet Club («Фиолетовый клуб») — ядерное оружие
- Violet Friend («Фиолетовый друг») — система противоракетной обороны от баллистических ракет
- Violet Mist («Фиолетовый туман») — противопехотный ядерный заряд (бывшее название — Blue Badger)
- Violet Picture («Фиолетовая картинка») — РЛ-станция дециметрового диапазона (UHF) Homer, устанавливалась на довольно много самолётов Королевских ВВС
- Violet Vision («Фиолетовое зрение») — ядерная боеголовка для ракеты Corporal на основе Red Beard

### Пурпурный
- Purple Granite — ядерное оружие, см. Green Granite
- Purple Passion — околокилотонная мина, см. также Violet Mist
- Purple Possum Piss — нервнопаралитический газ VX

### Коричневый
- Brown Bunny («Коричневый кролик») — см. Blue Peacock

### Чёрный
- Black Arrow («Чёрная стрела») — ракетная ступень запуска спутников на базе Blue Streak/Black Knight
- Black Knight («Чёрный рыцарь») — возвратная ступень ракеты Blue Streak
- Black Maria («Чёрная Мария») — IFF-запросчик для самолётов-истребителей
- Black Prince («Чёрный принц») — экспериментальная ракетная ступень запуска на базе Blue Streak/Black Knight — другое название Blue Star («Синяя звезда»)
- Black Rock («Чёрная скала») — управляемая ракета «поверхность-поверхность»